# 无毛画眉草
无毛画眉草（学名：Eragrostis pilosa var. imberbis）是禾本科画眉草属画眉草的变种。分布于日本以及中国大陆的东北、长江流域、华北、华南等地，多生长在荒芜田野地或温暖地区，目前尚未由人工引种栽培。

## 别名
星星草（植物名汇）；蚊子草（种子植物中称）